# Pehr Fredrik Wigholm
Pehr Fredrik Wigholm, född 10 september 1812 i Eskilstuna, död 20 april 1869 i Arboga, var en svensk tenngjutare.
Pehr Fredrik Wigholm var son till tenngjutaren i Eskilstuna Gustaf Fredrik Wigholm. Han gick 1827–1832 i lära hos fadern, och blev 1838 tenngjutarmästare med avsikt att slå sig ned i Arboga, där Hans Petter Nelander inte längre förmådde hålla sin produktion i gång. Han fortsatte att driva verkstaden fram till januari 1868 då han lade ned verksamheten, redan i slutet av 1850-talet började dock produktionen att minska. Många föremål av Wigholm finns bevarade som tallrikar, och fat, kannor och stop, grötskålar och mindre ljusstakar. Han finns bland annat representerad på Värmlands museum och Västmanlands länsmuseum.